# Curentul Groenlandei de Est
Curentul Groenlandei de Est este un curent marin rece în Oceanul Arctic care trece de-a lungul coastelor estice ale Groenlandei. El se deplasează de la nord spre sud cu viteza de 1 km/h. Anul întreg, curentul transportă ghețari din bazinul Arctic și aisberguri în lunile de vară. Temperatura apei (lângă Groenlanda) este sub 0 °C, iar salinitatea ei variază între 32 și 33‰.